# Китайская кухня (Ломоносов)
Китайская кухня — памятник архитектуры. Расположен в Верхнем парке Ораниенбаума, на восточном берегу Китайского пруда.

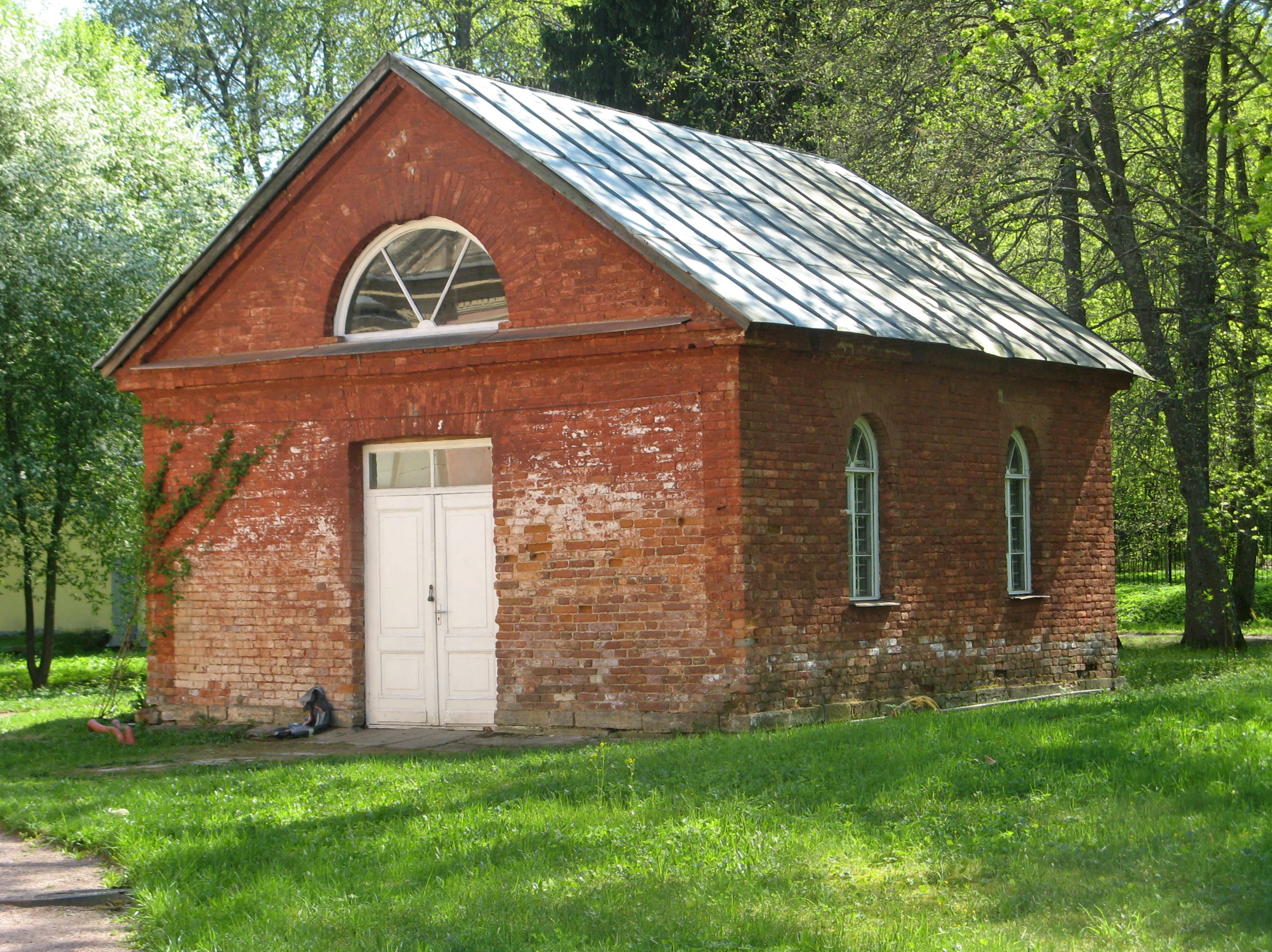
Ледник Китайской кухни

Изначально, в начале 1760-х годов, на этой территории было построено по проекту А. Ринальди одноэтажное каменное здание с куполом над выступающей центральной частью, Фрейлинский домик (с другой стороны пруда планировалось возвести Кофейный домик, но эта часть проекта не была осуществлена). Здание было построено в стиле барокко с элементами классицизма. В 1852—1853 году здание было перестроено Л. Л. Бонштедтом и стало кухней, из которой блюда доставляли в Китайский дворец. В зале было две русские печи (в том числе пирожково-пекарская), две голландские плиты с духовою печкой, кондитерские духовые и жаровочные шкафы, вертела и котлы. В соседних помещениях была сделана «Кофишенская» с «английским очагом большого размера с плитой и духовой печью» и печью для пирожных, сервизная и буфетная для посуды, скатертная, кондитерская, сервировочная, а также ванная комната «с водяной машиной о трех кранах» и местом для мытья посуды. На втором этаже жили повар и буфетчики.
Павильон крестообразный в плане, одноэтажный с антресольным этажом, нежно-розовый. Углы здания украшены пилястрами, фронтоны закруглены, в них вписаны окна, домик украшен декоративной лепкой — этими элементами архитектор подражал стилю Ринальди. Широкая распластанная крыша павильона стилизована под китайскую пагоду.
Рядом со зданием находился кирпичный ледник для продуктов.
За свою историю павильон использовался как госпиталь, конюшенный корпус, придворный и кавалерский корпусы, внешний вид и интерьеры перестраивались. В советское время павильон был приспособлен под жилые помещения.
В 1985 году павильон реставрировался, планировалось разместить в нём музейную экспозицию и ресторан. В центре зала остался дымоход. На 2024 год павильон вновь находился на реставрации.